# Farnham (Suffolk)
Farnham – wieś w Anglii, w hrabstwie Suffolk. Leży 25 km na północny wschód od miasta Ipswich i 133 km na północny wschód od Londynu.